# Aeroportul Municipal Marina
Aeroportul Municipal Marina (IATA: OAR, ICAO: KOAR, FAA LID: OAR) este un aeroport din California, Statele Unite ale Americii.
Situat la o altitudine de 41 m, aeroportul dispune de 1 pistă.

## Infrastructură

### Piste
Aeroportul dispune de o singură pistă. Pista 11/29 are suprafața de asfalt și dimensiunile 3.483 picioare × 75 picioare. 